# Régionalisme (architecture)
Pour les articles homonymes, voir Régionalisme.

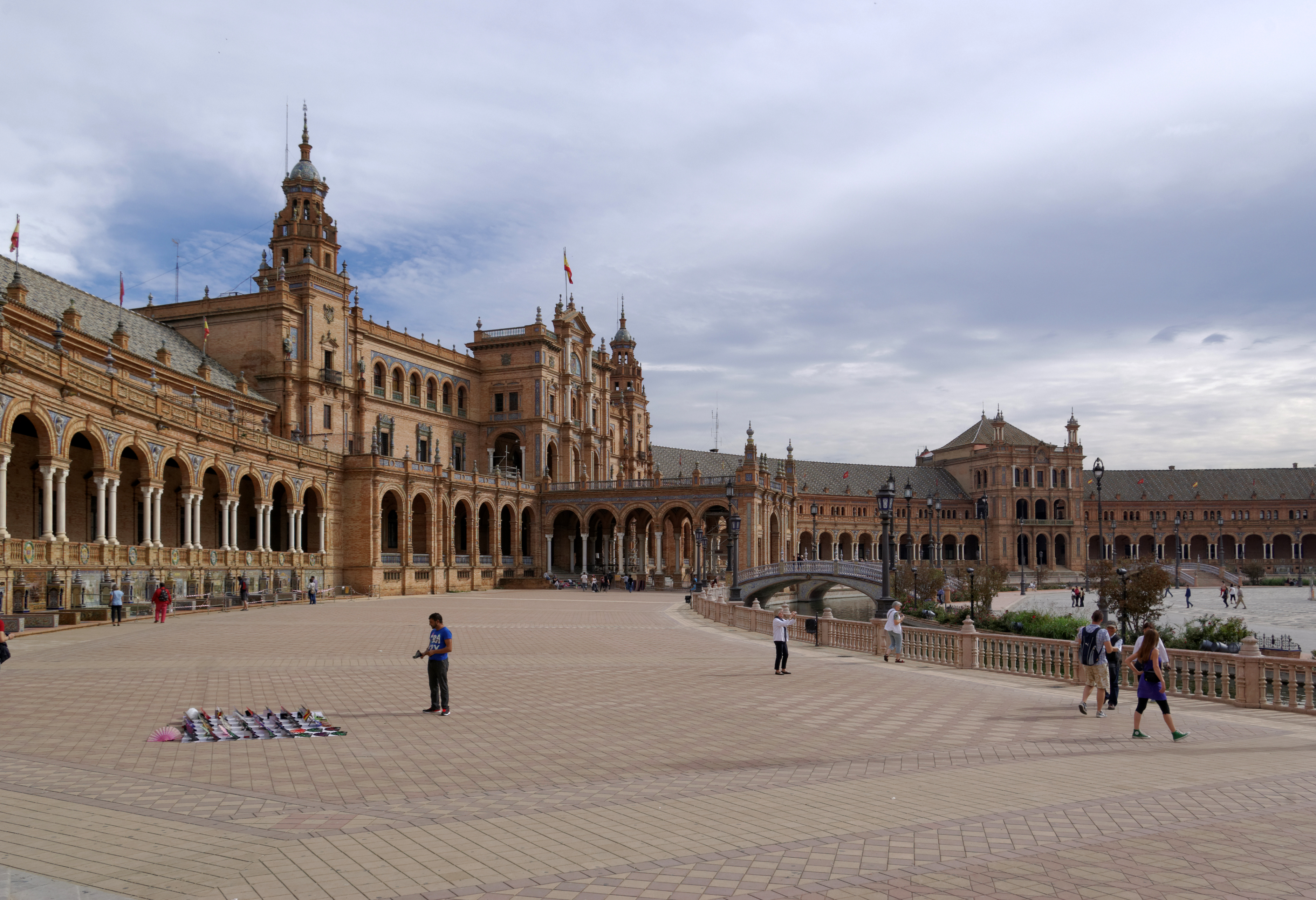
La place d'Espagne de Séville, exemple d'architecture régionaliste andalouse.

Le régionalisme est une tendance générale de l’architecture, en France et dans d'autres pays, située approximativement entre 1890 et 1950. Il s’agit d’une sous-catégorie de la grande tendance générale de l’éclectisme architectural.

## Description
Le régionalisme architectural est une tendance qui apparaît le plus souvent dans l’architecture domestique et les constructions pavillonnaires. On retrouve aussi cette tendance dans la construction des villas balnéaires. Par « régionaliste » on entend un style qui puise son inspiration dans les formes de l’architecture vernaculaire régionale, formes souvent réinterprétées de façon stéréotypée.

### En France
La revue La Vie à la campagne joue un rôle déterminant dans l'élaboration d'une esthétique régionaliste et Louis Sézille en est un des pionniers en dénonçant « toutes ces bâtisses insupportables, déshonneur, de nos jolis sites, lèpres de nos beaux coteaux de France » et en exhortant les citadins à regarder avec « les yeux de ces artisans, habitués aux formes environnantes [qui] faisaient revivre ces formes par une sorte de suggestion »,.
En France, on retrouve ainsi  :
- des maisons normandes à colombages (comme la villa Strassburger) ;
- des mas provençaux en tuiles canal ;
- des maisons flamandes en briques (comme l'hôtel de ville de Loos), etc. ;
- le thème de la maison basque est un des plus fréquents, avec ses colombages et son toit dissymétrique, tant et si bien qu'on parle de style néobasque (comme avec le Sporting Casino d'Hossegor ou la Villa Arnaga).

Sont particulièrement concernées les zones littorales qui connaissent au début du XXe siècle un premier afflux touristique, ainsi que les gares reconstruites au début du XXe siècle, comme la gare de La Baule-Escoublac ou la gare de Néris-les-Bains.
Des maisons pavillonnaires et villas inspirées de ces régions apparurent souvent dans les quartiers périphériques des villes, en région parisienne par exemple. Elles furent achetées sur catalogue et construites par des sociétés privées, comme la société Netter[réf. nécessaire], ou encore celle créée à Colombes en 1890 par Paul et Albert Leseine. Cette tendance se retrouve également dans certaines formes de l’Art nouveau et de l’Art déco.